# 波崎町
波崎町（日語：波崎町）是日本茨城縣的一個町，總面積為68.28平方公里。根據日本官方截至2005年8月1日所作的人口調查數據顯示總人口數量為38872人。，於2005年8月1日被廢除，併入相鄰的神棲町，成為神棲市的一部分。